# Abdelaziz Mohamed
Abdelaziz Mohamed (* 20. Oktober 2001) ist ein katarischer Sprinter.

## Sportliche Laufbahn
Erste internationale Erfahrungen sammelte Abdelaziz Mohamed 2018 bei den Juniorenasienmeisterschaften in Gifu, bei denen er im 200-Meter-Lauf in 21,38 s den vierten Platz belegte und mit der katarischen 4-mal-100-Meter-Staffel in 40,95 s ebenfalls auf Rang vier gelangte. Damit qualifizierte er sich für die U20-Weltmeisterschaften in Tampere und gelangte dort bis in das Halbfinale, in dem er mit 21,20 s ausschied. Zudem konnte er sich mit der katarischen 4-mal-100-Meter-Staffel mit 41,35 s nicht für das Finale qualifizieren. Mit der Staffel nahm er auch an den Asienspielen in Jakarta teil, erreichte aber auch dort mit 41,03 s nicht die Endrunde. Mitte Oktober nahm er an den Olympischen Jugendspielen in Buenos Aires teil und gewann dort mit zwei Laufsiegen die Goldmedaille. Im Jahr darauf nahm er erstmals an den Asienmeisterschaften in Doha teil und schied dort mit der Staffel mit 40,17 s in der ersten Runde aus. Bei den Heimweltmeisterschaften in Doha Ende September durfte er dank einer Wildcard starten und schied dort mit 20,75 s in der Vorrunde aus.

## Persönliche Bestleistungen
- 100 Meter: 10,76 s (−0,5 m/s), 29. Juni 2019 in Nova Gorica
- 200 Meter: 20,68 s (+0,1 m/s), 16. Oktober 2018 in Buenos Aires